# کاتاک
کاتاک یکی از هشت شکل اصلی رقص کلاسیک هند است.  سرچشمه کاتاک به‌طور سنتی به بندهای مسافرتی شمال هند معروف به کاتاکارس یا داستان نویسان منتسب می‌شود. اصطلاح کاتاک از ودایی زبان سانسکریت کلمه کاتا که به معنی «داستان»، و Kathakar که به معنی «کسی است که یک داستان می‌گوید»، یا «همراه با داستان» مشتق شده‌است.  سرگردان کاتاکار داستانهایی از حماسه‌های بزرگ و اساطیر باستان را از طریق رقص، ترانه‌ها و موسیقی برقرار می‌کرد.  رقصندگان کاتاک از طریق حرکات دست و رقص پا، داستانهای مختلفی را بیان می‌کنند، اما مهم‌تر از همه از طریق چهره‌هایشان است. کاتاک در طول جنبش بهکتی، به ویژه با درج کودکی و داستان‌های خدای هندو کریشنا، و همچنین به‌طور مستقل در دربار پادشاهی‌های شمال هند تکامل یافت.
این رقص یکی از مهم‌ترین رقص‌های دراماتیک و کلاسیک هندی به‌شمار می‌آید. جهان بینی مذهبی نهفته در شکل‌گیری این رقص متأثر از دو مذهب اسلام و هندو بوده و وجه دراماتیک آن در دورهٔ اسلامی شاخه‌های بسیاری پیدا کرد. این رقص یکی از کهن‌ترین سنت‌های روایتگری و خنیاگری در شمال هند به‌شمار می‌آید و تاریخ آن به بیش از چهار قرن پیش از میلاد مسیح بازمی‌گردد.

## اصطلاح‌شناسی و نامگذاری

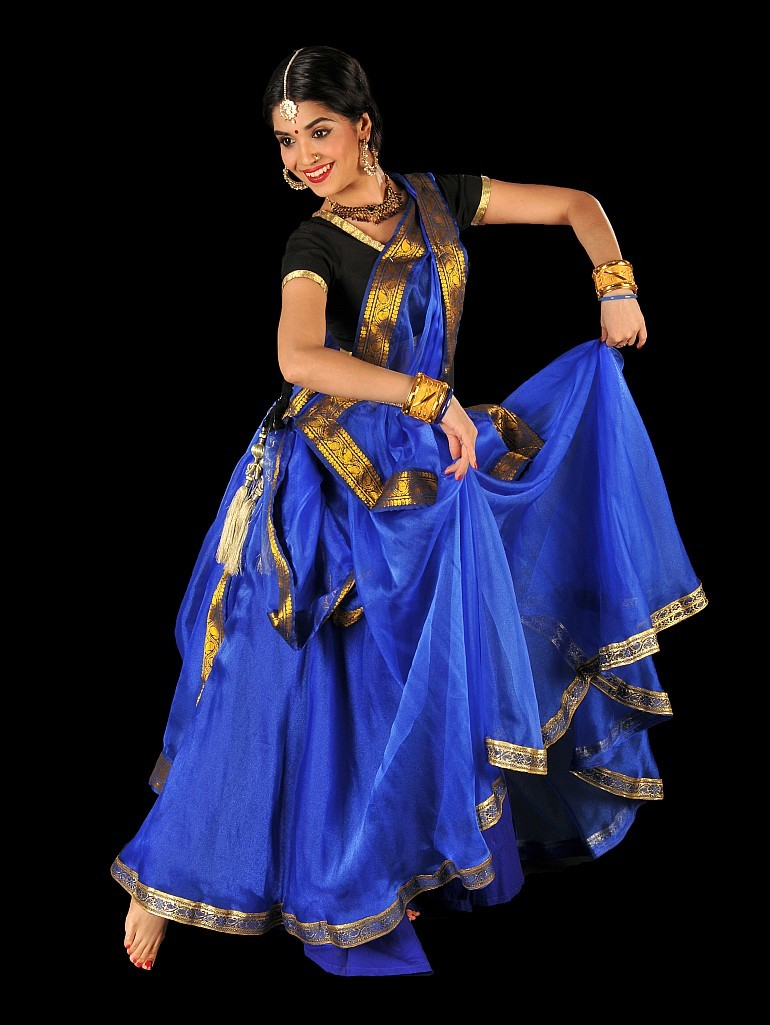
مرحله بیانگر (nritya) رقص کاتاک، با لباس‌های هندو پوشیده شده‌است.

اصطلاح کاتاک ریشه در اصطلاح ودایی کاتا (سانسکریت: कथा) دارد که به معنی «داستان، گفتگو، داستان سنتی» است. کاتاک به یکی از مهم‌ترین شکل‌های رقص کلاسیک که در درجه اول در شمال هند یافت می‌شود، با تأثیر تاریخی شبیه به بهاراتاناتیم در جنوب هند، آدیسی در شرق هند و سایر رقص‌های کلاسیک اصلی که در جنوب آسیا یافت می‌شود، اشاره دارد. این نوع رقص با انواع رقص‌های عامیانه فراوان موجود در شمال و سایر مناطق شبه قاره هند متفاوت است.
رقصندگان کاتاک، در هند باستان، بندهایی مسافرتی داشتند و به کاتاکاس، یا کتاکار معروف بودند

## تاریخ

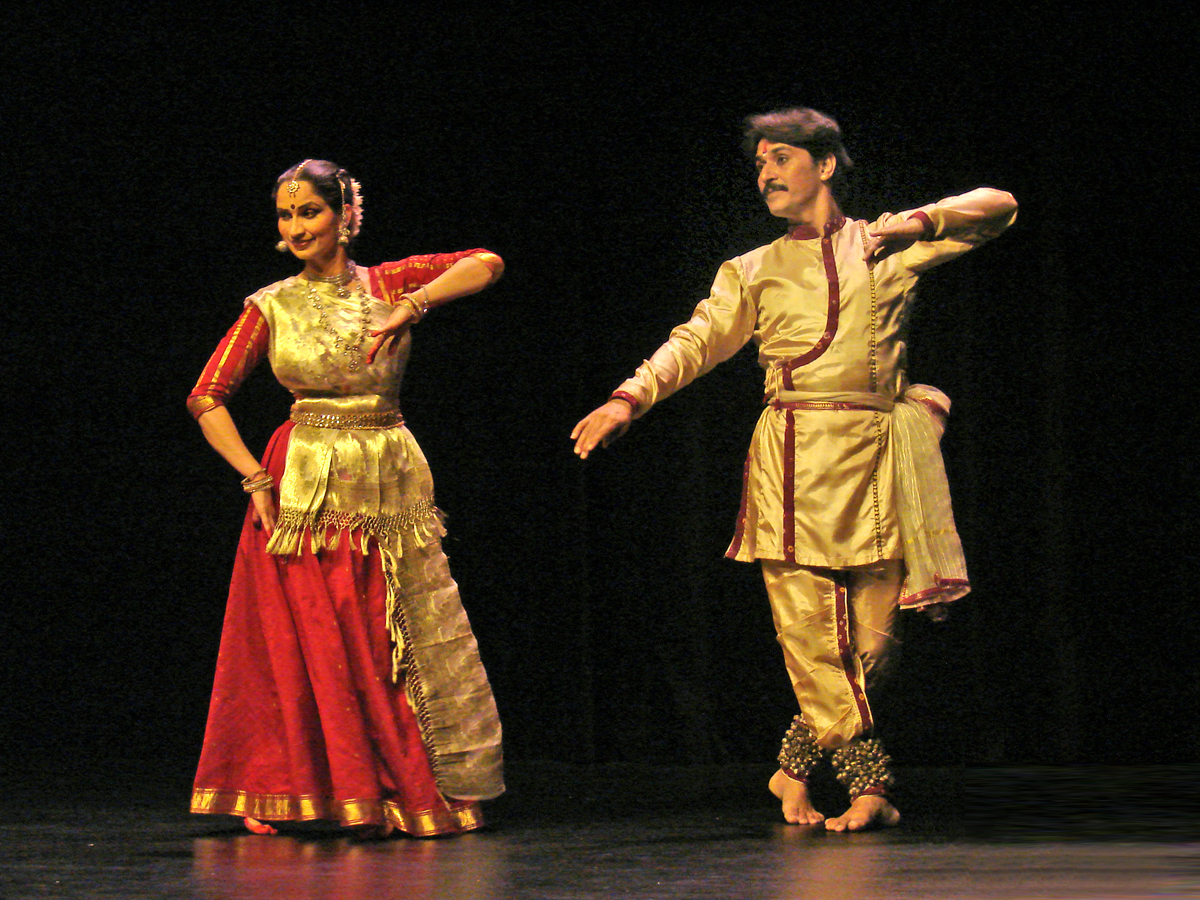
اجرای کاتاک توسط شارمیلا شارما و راجندرا کومار گنگانی در موزه گیمت (نوامبر ۲۰۰۷)

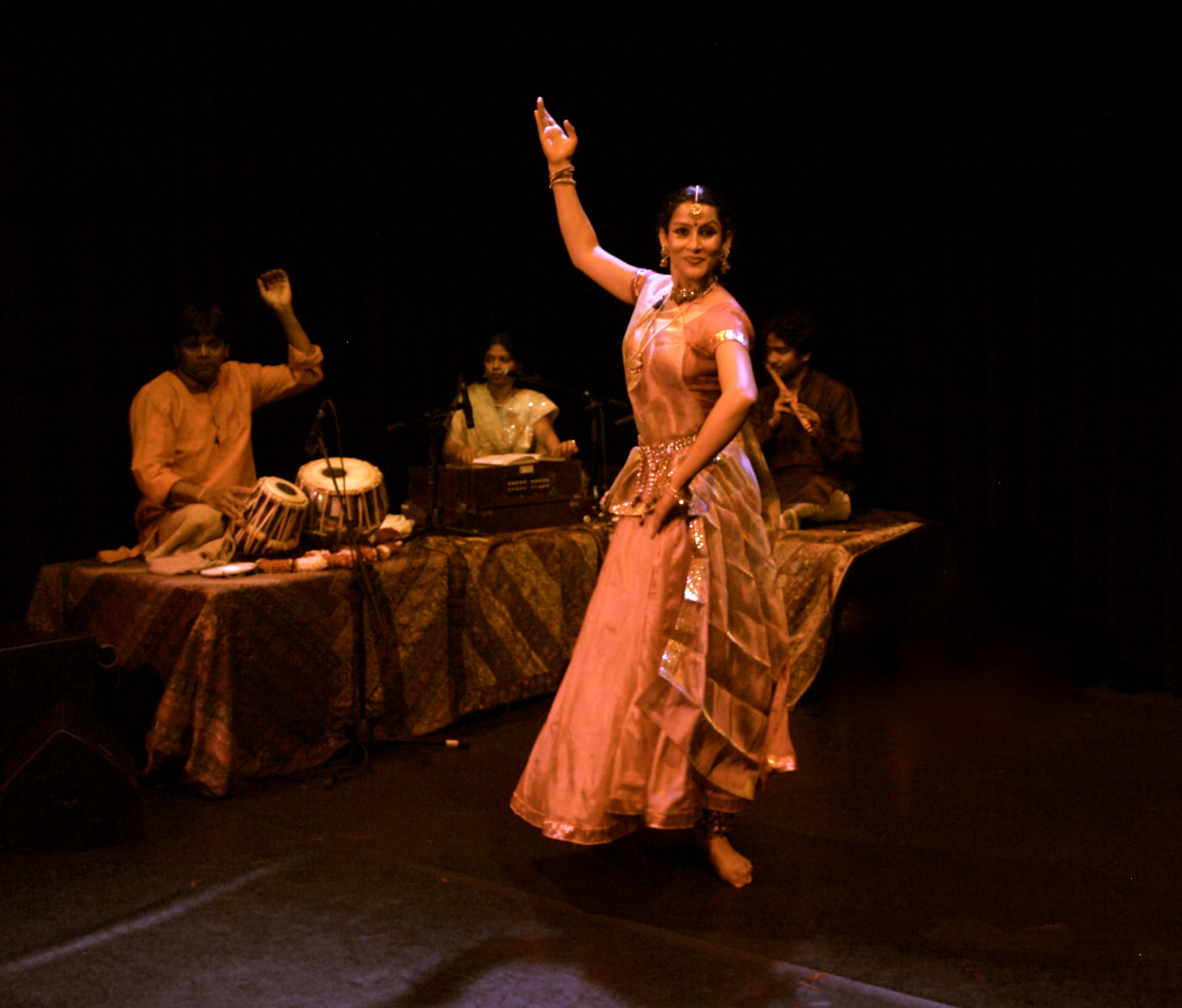
حالت «سام» توسط مانیشا گلیانی اجرا شده‌است

به گفته مری اسنودگراس ، سنت کاتاک هند تا ۴۰۰ پیش از میلاد قابل ردیابی است. نخستین متن به جا مانده با ریشه‌های کاتاک ناتیا شسترا است، منسوب به گلیم بهاراتا، و اولین تألیف کامل آن بین ۲۰۰ سال پیش از میلاد و ۲۰۰ م است،   اما تخمین‌ها بین ۵۰۰ م متغیر است. 
مطالعه بیشترین نسخه از متن ناتیا شسترا شامل حدود ۶۰۰۰ بیت است که در ۳۶ فصل نوشته شده‌است.   این متن، ناتالیا لیدووا را بیان می‌کند، نظریه رقص تاوا (شیوا)، تئوری راساً، bhāva، حرکات، تکنیک‌های بازیگری، مراحل اساسی و ایستادن را توصیف می‌کند که همه بخشی از رقص‌های کلاسیک هند از جمله کاتاک هستند.   هنرهای رقص و اجرا، این متن باستانی هندو را بیان می‌کند، نوعی بیان عقاید معنوی، فضیلت‌ها و جوهر کتب مقدس است.

### دوران پس از استعمار
واکر می‌گوید، جنبش پایان دادن به دوران استعمار و برای هند مستقل، شاهد احیای کاتاک و به‌طور گسترده‌تر، یک حرکت فرهنگی و تلاش برای بازپس‌گیری فرهنگ و کشف تاریخ است.
جنبش‌های احیاء کاتاک در قاران مسلمان و هندو بویژه توسط جامعه کاتاک-میسرا به هم. از این میان سنت‌ها، جیپور و لوکوه کاتاک بیشتر مورد توجه تحقیق شده‌اند

## نمایش
کاتاک مدرن، در هر سه سنّت فرعی اصلی به نام‌های لاکنو، بنارس و چایپور (قارانا)، بیان می‌کند که برونو نتل، از سه بخش اصلی تشکیل شده‌است - دعوت، یک تلاوت رقص خالص (انتزاعی) و یک رقص رسا.

### رقص رسا (نوریتا)
نوریتا جنبه کندتر و بیانگر کاتاک است که سعی در برقراری ارتباط احساسات دارد، به ویژه با داستان‌های معنوی در سنت‌های رقص هندو همراه است. در یک شماره، رقص گسترش می‌یابد که شامل کلمات، نت‌های موسیقی و حرکات برای بیان یک افسانه یا پیام است، این چیزی بیش از لذت حسی است، هدف آن درگیر کردن احساسات و ذهن بیننده است.

### بخش‌ها
نام بخش‌های مختلف در هر بخش از این قرار است:
- بخش اول با سرعت کند: ویلامبیت (Vilambit)
  - گورو واندنا (Guru Vandhana)
  - اوپاج (Upag)
  - تات (that)
  - آمد (Amad)
  - پاران آمد (Paran Amad)
- بخش دوم با سرعت متوسط: مادیا (Madhya)
  - تیهایی / چالان (Tehai / Chalan)
  - ناتواری (Natwari)
  - آمد (Amad)
  - تیشرا جاتی لادی (Tishra Jati Ladi)
- بخش سوم با سرعت تند: دوروت (Durut)
  - توکرا / پارملو (Tukra / Parmelov)
  - لای بانت/ بول بانت (Lay Bant/ Bol Bant)
  - تیهایی (Tehai)
  - گانیکا / توموری /باجان/ گات بائو (Ganika / tumri / Gat bao)
  - پاران (Paran)

## سازها
گروه سازهای موسیقی با هر نوازنده کاتاک متفاوت است، از دو تا دوازده ساز کلاسیک هندی یا بیشتر در نسخه‌هایی با نوآوری‌های مصنوعی همراه است. متداول‌ترین سازهایی که با کتاک همراه است تابلا (یک جفت درام دستی) است که با ریتم پاهای رقصنده، سارنگی یا هارمونیوم با مانجیرا (سمبلهای دستی) همگام می‌شود که تال (چرخه) را متر می‌کند و سایر ابزارها برای افزودن اثر، عمق و ساختار به مرحله بیانگر یک اجرای کاتاک می‌پردازد.

## آلبوم عکس

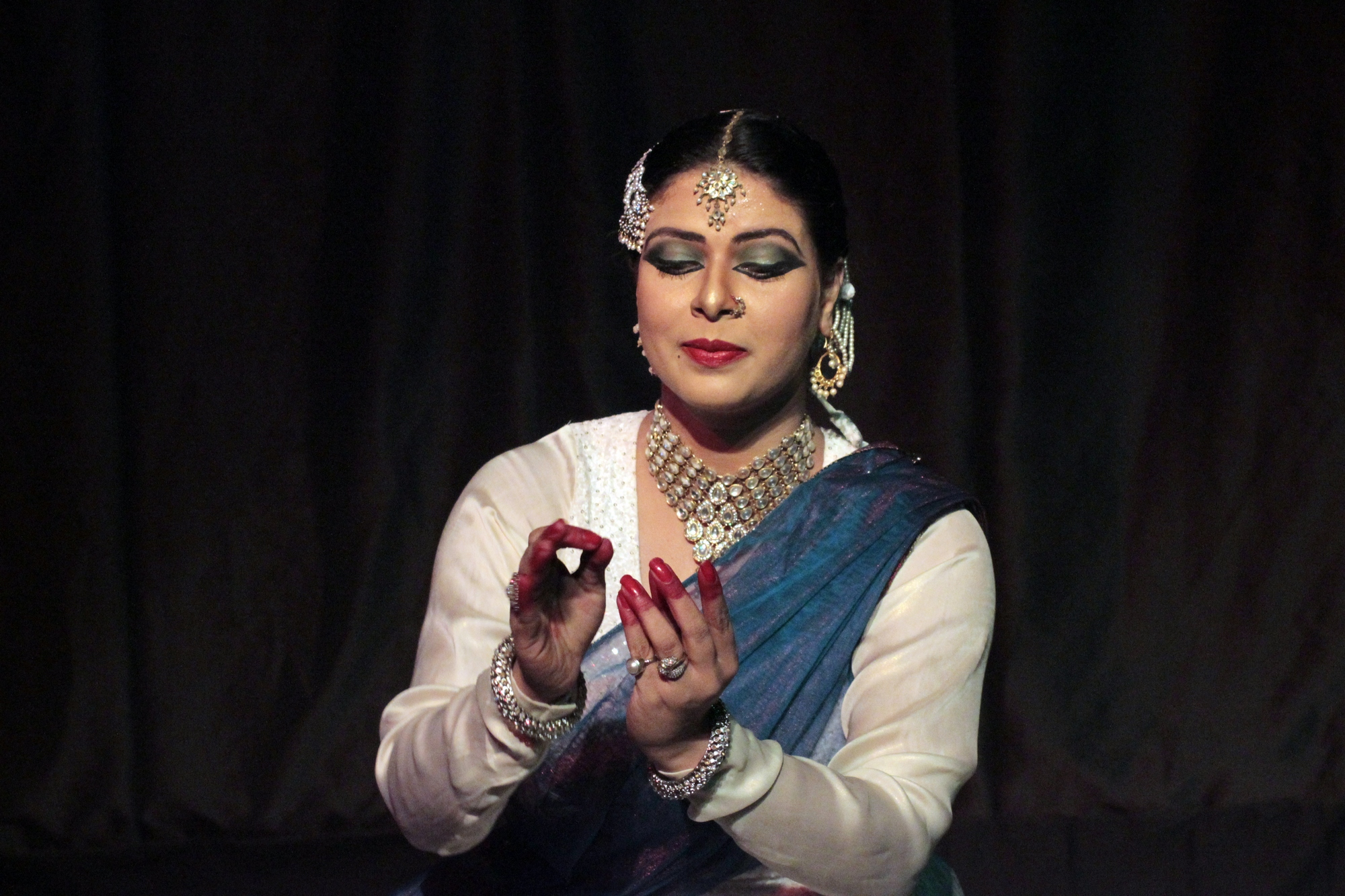
بیان چهره کاتاک
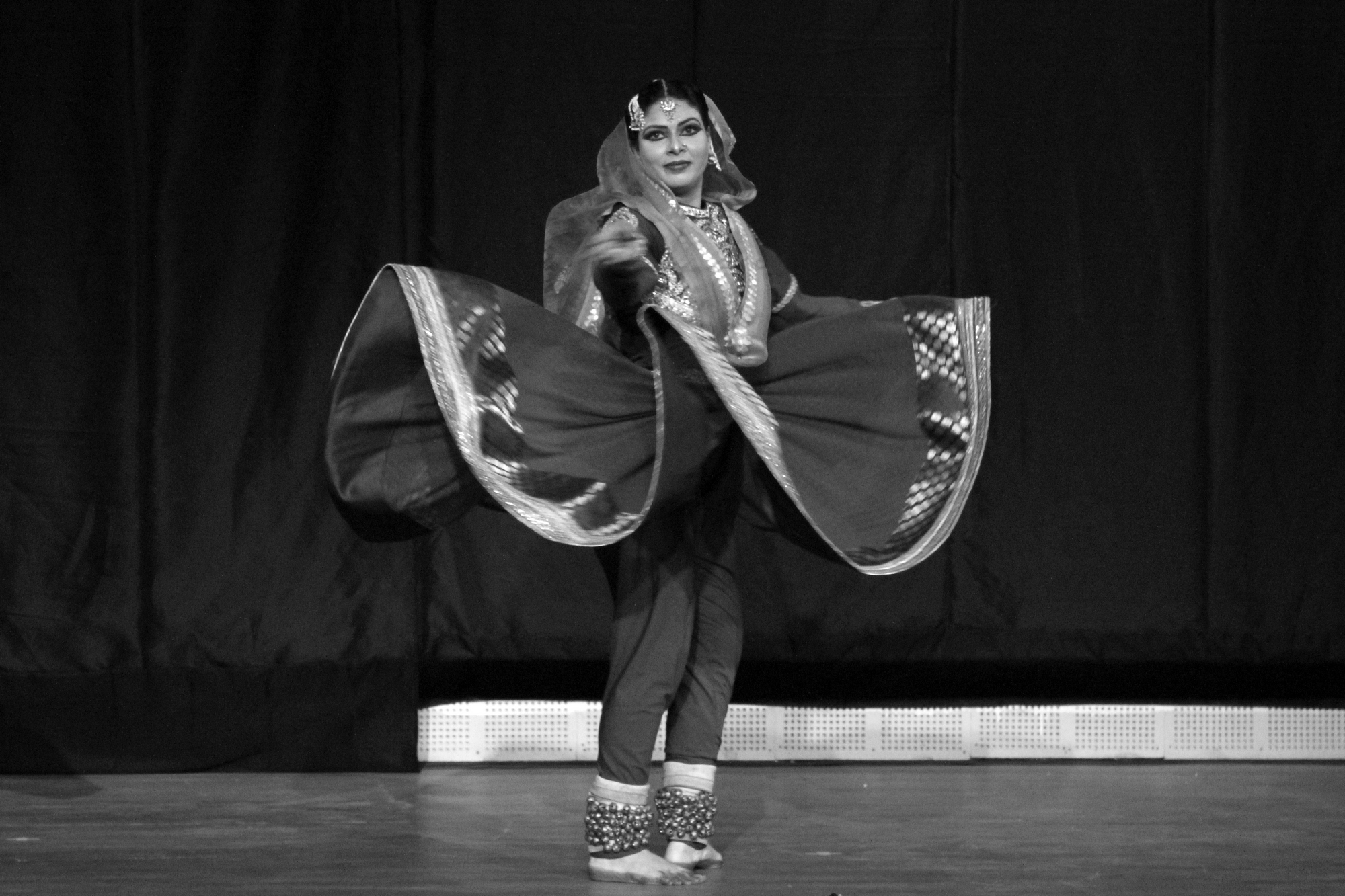
چرخش کاتاک
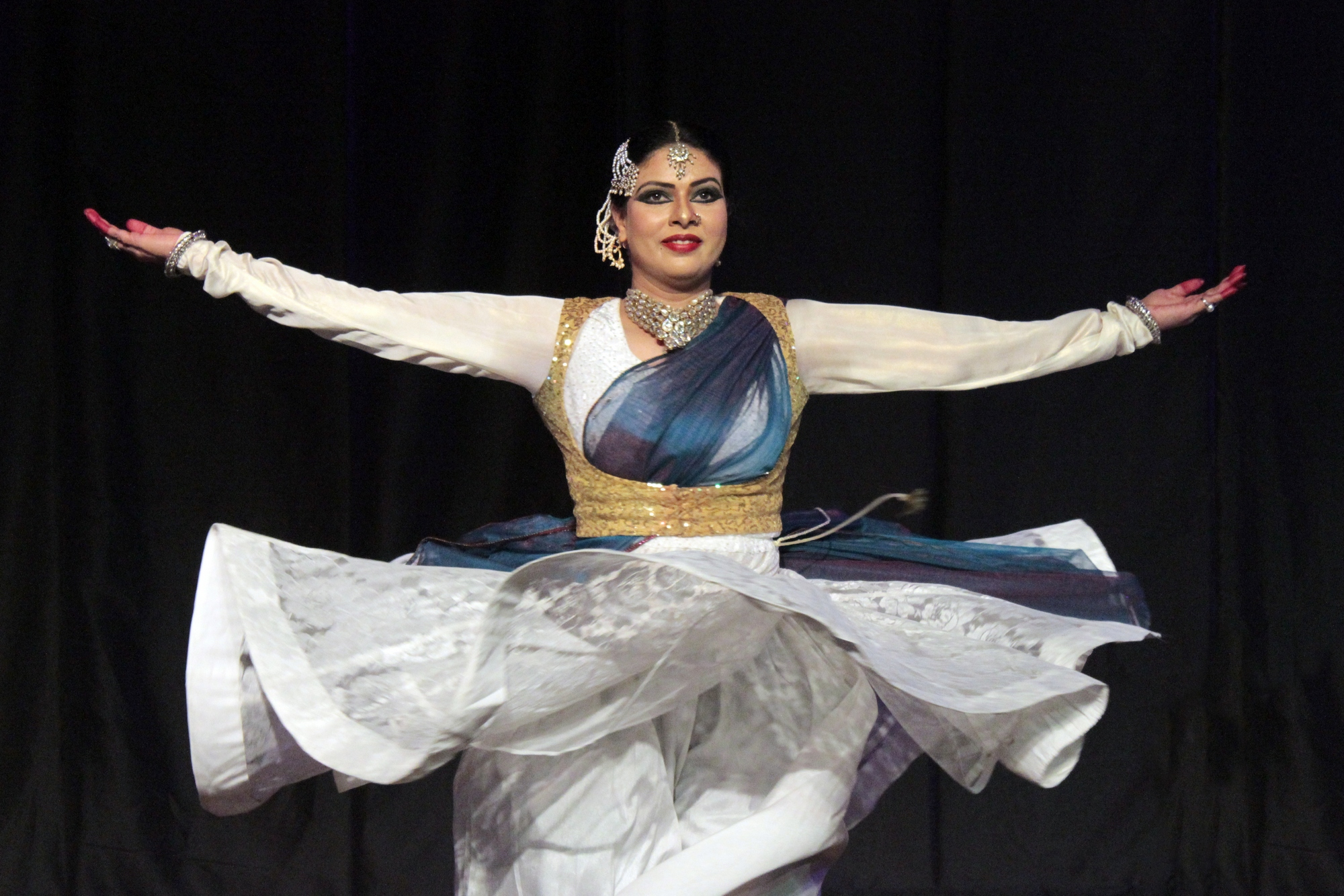
دور کاتاک
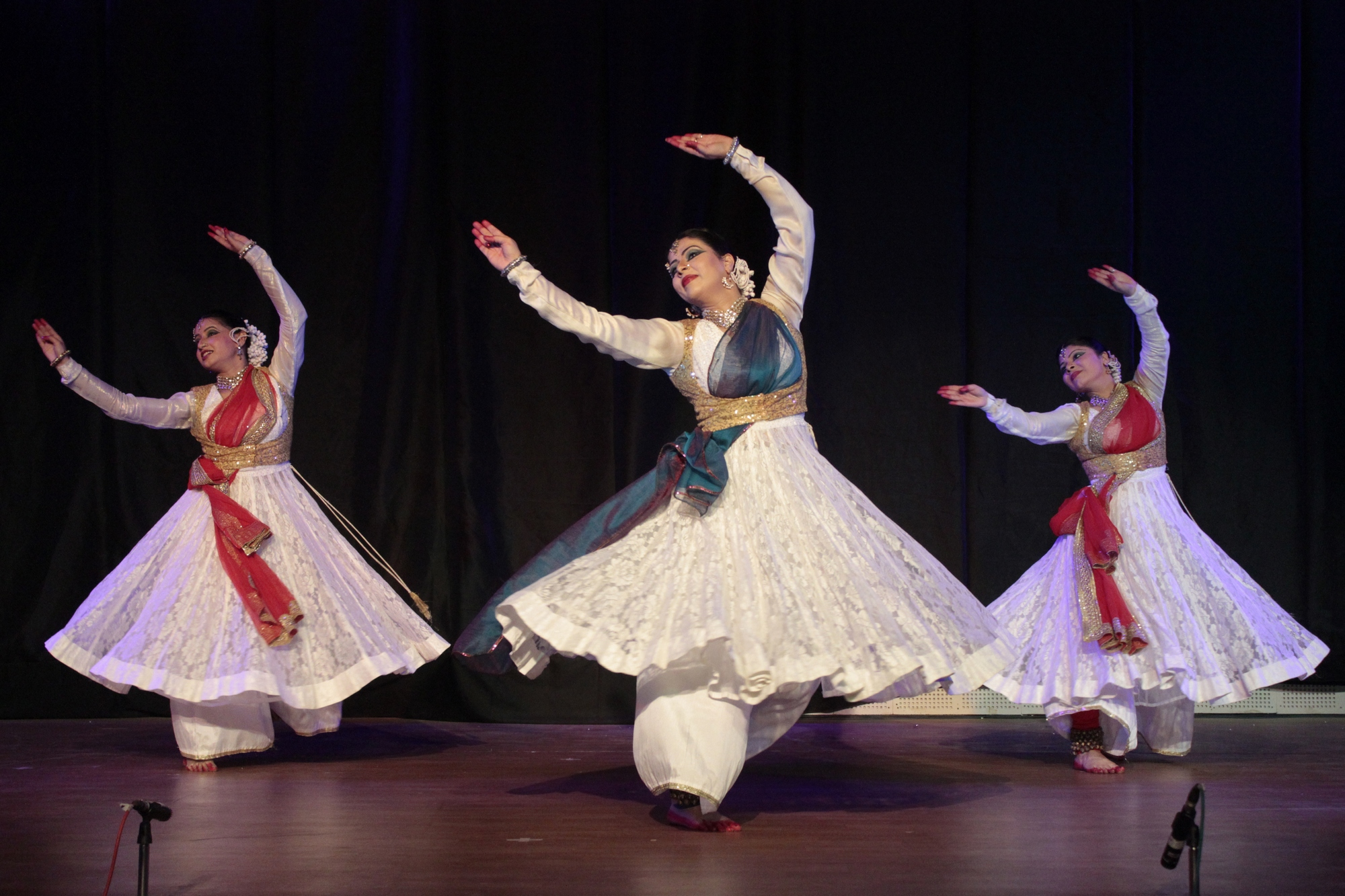
عملکرد گروه کاتاک
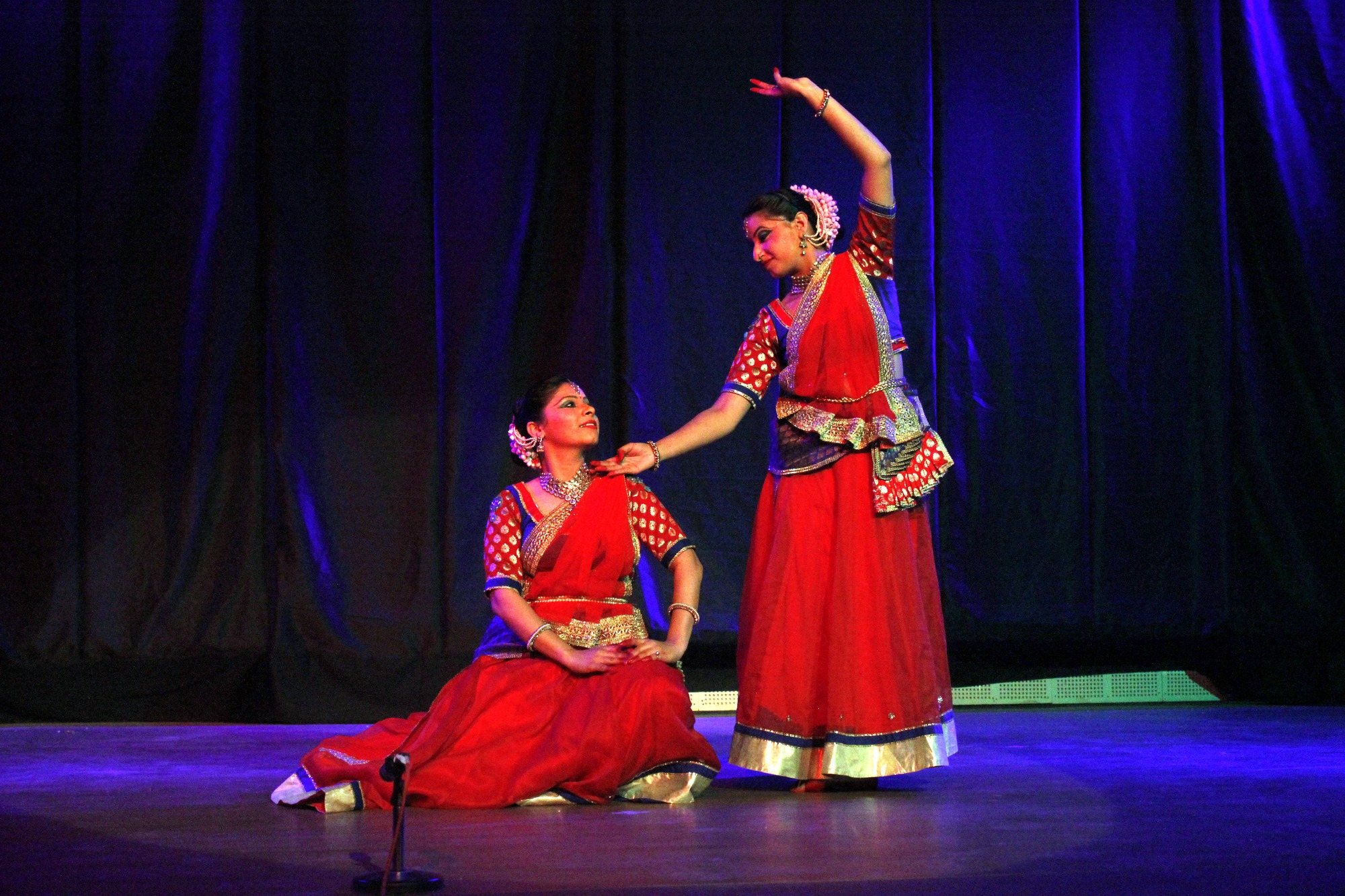
اجرای دوت کاتاک